# Adrián Gordillo
Adrián Gordillo (Madrid, España, 5 de marzo de 1989) es un actor español, conocido por haber interpretado a José Daniel «El Mecos»  en la serie de televisión Aída.

## Filmografía

### Televisión
| Series de Televisión | Series de Televisión   | Series de Televisión             | Series de Televisión |
| Año                  | Título                 | Personaje                        | Notas                |
| -------------------- | ---------------------- | -------------------------------- | -------------------- |
| 2019                 | Matadero               | ¿?                               | 2 episodios          |
| 2017                 | Servir y proteger      | Fiti                             | 6 episodios          |
| 2010                 | Supercharly            | -                                | 1 episodio           |
| 2010-2011            | La pecera de Eva       | El Gorras                        | 43 episodios         |
| 2009                 | De repente, los Gómez  | Adrián                           | 1 episodio           |
| 2006-2008            | El comisario           | Fede                             | 2 episodios          |
| 2007                 | Hospital Central       | Gamberro                         | 1 episodio           |
| 2006                 | SMS, sin miedo a soñar | -                                | 2 episodios          |
| 2005-2014            | Aída                   | José Daniel «El Mecos» Jaurrieta | 46 episodios         |

### Cine
| Cine | Cine                   | Cine                             | Cine             |
| Año  | Título                 | Personaje                        | Notas            |
| ---- | ---------------------- | -------------------------------- | ---------------- |
| 2026 | Aída y vuelta          | José Daniel «El Mecos» Jaurrieta | Papel secundario |
| 2014 | Dioses y perros        | Atracador                        | Papel menor      |
| 2006 | Arena en los bolsillos | Sam                              | Papel secundario |
| 2006 | Bienvenido a casa      | Chico de la Barca                | Papel menor      |
| 2005 | A golpes               | Tiri                             | Papel secundario |
| 2005 | Vida y color           | Pajas                            | Papel secundario |